# Lettonia ai XXI Giochi olimpici invernali
La Lettonia ha partecipato ai XXI Giochi olimpici invernali di Vancouver, che si sono svolti dal 12 al 28 febbraio 2010, con una delegazione di 58 atleti.

## Medaglie
| Sport    | Oro | Argento | Bronzo | Totale |
| -------- | --- | ------- | ------ | ------ |
| Skeleton | 0   | 1       | 0      | 1      |
| Slittino | 0   | 1       | 0      | 1      |
| Totale   | 0   | 2       | 0      | 2      |

| Medaglia | Nome                   | Sport    | Evento           |
| -------- | ---------------------- | -------- | ---------------- |
| Argento  | Martins Dukurs         | Skeleton | Singolo maschile |
| Argento  | Andris Šics Juris Šics | Slittino | Doppio           |

## Biathlon
| Gara                 | Atleta                                                              | Penalità    | Tempo d'arrivo | Posizione |
| -------------------- | ------------------------------------------------------------------- | ----------- | -------------- | --------- |
| 10 km sprint         | Ilmārs Bricis                                                       | 2 (1+1)     | 25'41"3        | 14        |
| 10 km sprint         | Kristaps Lībietis                                                   | 1 (1+0)     | 27'32"5        | 64        |
| 10 km sprint         | Edgars Piksons                                                      | 2 (1+1)     | 28'23"0        | 78        |
| 10 km sprint         | Andrejs Rastorgujevs                                                | 3 (2+1)     | 27'05"3        | 50        |
| 12,5 km inseguimento | Ilmārs Bricis                                                       | 4 (0+0+2+2) | 36'14"9        | 32        |
| 12,5 km inseguimento | Andrejs Rastorgujevs                                                | 9 (2+2+3+2) | 41'35"9        | 58        |
| 20 km individuale    | Ilmārs Bricis                                                       | 6 (3+1+1+1) | 56'33"9        | 74        |
| 20 km individuale    | Kaspars Dumbris                                                     | 5 (2+0+2+1) | 56'30"1        | 73        |
| 20 km individuale    | Kristaps Lībietis                                                   | 3 (2+0+1+0) | 56'02"4        | 70        |
| 20 km individuale    | Edgars Piksons                                                      | 2 (1+1+0+0) | 52'52"5        | 37        |
| Staffetta 4x7,5 km   | Edgars Piksons Ilmārs Bricis Andrejs Rastorgujevs Kristaps Libietis | 5+8 2+8     | 1h 35'15"5     | 19        |

| Gara               | Atleta                                                 | Penalità    | Tempo d'arrivo | Posizione |
| ------------------ | ------------------------------------------------------ | ----------- | -------------- | --------- |
| 7,5 km sprint      | Līga Glāzere                                           | 1 (0+1)     | 22'47"7        | 69        |
| 7,5 km sprint      | Žanna Juškāne                                          | 3 (1+2)     | 23'32"4        | 79        |
| 7,5 km sprint      | Gerda Krūmiņa                                          | 1 (0+1)     | 22'09"3        | 48        |
| 7,5 km sprint      | Madara Līduma                                          | 4 (2+2)     | 22'23"8        | 57        |
| 10 km inseguimento | Gerda Krūmiņa                                          | 4 (0+2+1+1) | 37'58"7        | 57        |
| 10 km inseguimento | Madara Līduma                                          | 3 (0+0+2+1) | 34'02"6        | 38        |
| 15 km individuale  | Līga Glāzere                                           | 5 (3+0+1+1) | 50'20"3        | 78        |
| 15 km individuale  | Žanna Juškāne                                          | 7 (3+1+1+2) | 53'36"4        | 84        |
| 15 km individuale  | Gerda Krūmiņa                                          | 4 (0+3+1+0) | 48'00"1        | 69        |
| 15 km individuale  | Madara Līduma                                          | 6 (0+3+1+2) | 47'30"2        | 67        |
| Staffetta 4x6 km   | Zanna Juskane Madara Līduma Liga Glazere Gerda Krumina | 2+5 2+7     | 1h 18'59"2     | 19        |

## Bob
| Gara                   | Equipaggio                                                      | Manche 1 | Manche 2 | Manche 3 | Manche 4 | Totale  | Posizione |
| ---------------------- | --------------------------------------------------------------- | -------- | -------- | -------- | -------- | ------- | --------- |
| Bob a due maschile     | Edgars Maskalāns Daumants Dreiškens                             | 52"16    | 52"32    | 52"17    | 52"43    | 3'29"08 | 8         |
| Bob a quattro maschile | Edgars Maskalāns Mihails Arhipovs Raivis Broks Pāvels Tulubjevs | 51"60    | 51"42    | 51"85    | 51"78    | 3'26"65 | 11        |

Nel bob a due, l'equipaggio formato da Jānis Miņins e Daumants Dreiškens non ha potuto partecipare perché il primo ha dovuto subire un'operazione di appendicite alla vigilia della gara. Anche l'equipaggio del bob a quattro formato da Miņins, Dreiškens, Oskars Melbārdis e Intars Dambis ha dovuto rinunciare alla gara a causa di incidenti durante le prove.

## Hockey su ghiaccio

### Torneo maschile

#### Roster
- Edgars Masaļskis
- Ervīns Muštukovs
- Sergejs Naumovs
- Oskars Bārtulis
- Guntis Galviņš
- Rodrigo Laviņš
- Georgijs Pujacs
- Krišjānis Rēdlihs
- Arvīds Reķis
- Kārlis Skrastiņš
- Kristaps Sotnieks
- Ģirts Ankipāns
- Armands Bērziņš
- Mārtiņš Cipulis
- Lauris Dārziņš
- Kaspars Daugaviņš
- Mārtiņš Karsums
- Gints Meija
- Aleksandrs Ņiživijs
- Miķelis Rēdlihs
- Aleksejs Širokovs
- Jānis Sprukts
- Herberts Vasiļjevs

#### Prima fase
| Vancouver 16 febbraio 2010, ore 21:00 UTC-8 | Russia | 8 – 2 (3-0, 1-0, 4-2) referto | Lettonia | Canada Hockey Place (16.652 spett.) |

| Vancouver 19 febbraio 2010, ore 16:30 UTC-8 | Rep. Ceca | 5 – 2 (3-0, 1-2, 1-0) referto | Lettonia | Canada Hockey Place |

| Vancouver 20 febbraio 2010, ore 16:30 UTC-8 | Lettonia | 0 – 6 (0-3, 0-2, 0-1) referto | Slovacchia | Canada Hockey Place |

Classifica
| Squadre    | Punti | PG | V | VOT | POT | P | GF | GS | DG  |
| ---------- | ----- | -- | - | --- | --- | - | -- | -- | --- |
| Russia     | 7     | 3  | 2 | 0   | 1   | 0 | 13 | 6  | +7  |
| Rep. Ceca  | 6     | 3  | 2 | 0   | 0   | 1 | 10 | 7  | +3  |
| Slovacchia | 5     | 3  | 1 | 1   | 0   | 1 | 9  | 4  | +5  |
| Lettonia   | 0     | 3  | 0 | 0   | 0   | 3 | 4  | 19 | -15 |

#### Fase ad eliminazione diretta
Playoff
| Vancouver 23 febbraio 2010, ore 19:00 UTC-8 | Rep. Ceca | 3 – 2 TS (2-0, 0-0, 0-2, 1-0) referto | Lettonia | UBC Winter Sports Centre |

## Pattinaggio di velocità
| Gara   | Atleta         | Tempo   | Posizione |
| ------ | -------------- | ------- | --------- |
| 5000 m | Haralds Silovs | 6'35"69 | 20        |

## Sci alpino
| Gara           | Atleta             | 1° manche  | 2° manche | Tempo totale | Posizione |
| -------------- | ------------------ | ---------- | --------- | ------------ | --------- |
| Slalom         | Kristaps Zvejnieks | 53"82      | 57"47     | 1'51"29      | 37        |
| Gigante        | Kristaps Zvejnieks | 1'28"29    | 1'30"33   | 2'58"62      | 62        |
| Discesa        | Roberts Rode       | 2'03"36    | 2'03"36   | 2'03"36      | 58        |
| Supercombinata | Roberts Rode       | non finito |           |              |           |

| Gara    | Atleta          | 1° manche | 2° manche | Tempo totale | Posizione |
| ------- | --------------- | --------- | --------- | ------------ | --------- |
| Slalom  | Liene Fimbauere | 1'00"30   | 1'01"81   | 2'02"11      | 49        |
| Gigante | Liene Fimbauere | 1'25"16   | 1'21"77   | 2'46"93      | 51        |

## Sci di fondo
| Gara                   | Atleta        | Tempo d'arrivo | Posizione |
| ---------------------- | ------------- | -------------- | --------- |
| 15 km a tecnica libera | Jānis Paipals | 38'18"0        | 72        |
| 30 km inseguimento     | Jānis Paipals | doppiato       | 54        |

| Gara        | Atleta        | Qualificazioni | Qualificazioni | Quarti di finale | Quarti di finale | Semifinali | Semifinali | Finale | Finale    |
| Gara        | Atleta        | Tempo          | Pos.           | Tempo            | Pos.             | Tempo      | Pos.       | Tempo  | Posizione |
| ----------- | ------------- | -------------- | -------------- | ---------------- | ---------------- | ---------- | ---------- | ------ | --------- |
| Individuale | Jānis Paipals | 4'04"48        | 62             |                  |                  |            |            |        |           |

| Gara                   | Atleta      | Tempo d'arrivo | Posizione |
| ---------------------- | ----------- | -------------- | --------- |
| 10 km a tecnica libera | Anete Brice | 30'51"8        | 70        |

## Short track
| Gara   | Atleta         | Batterie | Batterie | Quarti di finale | Quarti di finale | Semifinali | Semifinali | Finale   | Finale |
| Gara   | Atleta         | Tempo    | Pos.     | Tempo            | Pos.             | Tempo      | Pos.       | Tempo    | Pos.   |
| ------ | -------------- | -------- | -------- | ---------------- | ---------------- | ---------- | ---------- | -------- | ------ |
| 500 m  | Haralds Silovs | 41"673   | 2        | 41"837           | 3                |            |            |          |        |
| 1000 m | Haralds Silovs | 1'25"951 | 2        | 1'50"292         | 4                |            |            |          |        |
| 1500 m | Haralds Silovs |          |          | 2'14"900         | 2                | 2'14"009   | 4          | 2'19"435 | 10     |

## Skeleton
| Gara             | Atleta         | Manche 1 | Manche 2 | Manche 3 | Manche 4 | Totale  | Posizione |
| ---------------- | -------------- | -------- | -------- | -------- | -------- | ------- | --------- |
| Singolo maschile | Martins Dukurs | 52"32 TR | 52"59    | 52"28    | 52"61    | 3'29"80 |           |
| Singolo maschile | Tomass Dukurs  | 52"94    | 52"88    | 52"62    | 52"69    | 3'31"13 | 4         |

## Slittino
| Gara              | Atleta                             | Manche 1 | Manche 2 | Manche 3 | Manche 4 | Totale   | Posizione |
| ----------------- | ---------------------------------- | -------- | -------- | -------- | -------- | -------- | --------- |
| Singolo femminile | Agnese Koklača                     | 42"627   | 42"334   | 43"091   | 42"336   | 2'50"388 | 24        |
| Singolo femminile | Anna Orlova                        | 41"998   | 41"947   | 42"260   | 42"100   | 2'48"305 | 13        |
| Singolo femminile | Maija Tīruma                       | 41"773   | 41"933   | 42"012   | 41"936   | 2'47"654 | 9         |
| Singolo maschile  | Inārs Kivlenieks                   | 48"960   | 49"065   | 49"259   | 48"920   | 3'18"204 | 18        |
| Singolo maschile  | Guntis Rēķis                       | 49"275   | 49"625   | 49"476   | 49"071   | 3'17"447 | 26        |
| Singolo maschile  | Mārtiņš Rubenis                    | 48"818   | 48"831   | 49"064   | 48"809   | 3'15"668 | 11        |
| Doppio            | Andris Šics Juris Šics             | 41"420   | 41"420   | 41"549   | 41"549   | 1'22"969 |           |
| Doppio            | Oskars Gudramovičs Pēteris Kalniņš | 41.982   | 41.982   | 42"013   | 42"013   | 1'23"995 | 12        |